# Tuburan (Basilan)
Tuburan is een gemeente in de Filipijnse provincie Basilan op het gelijknamig eiland. Bij de laatste census in 2007 had de gemeente ruim 26 duizend inwoners.

## Geschiedenis
In 2006 zijn de twee nieuwe gemeenten, Akbar en Hadji Mohammad Ajul ontstaan door afsplitsing van deze gemeente.

## Geografie

### Bestuurlijke indeling
Tuburan is onderverdeeld in de volgende 10 barangays:
| - Bohetambis - Calut - Duga-a - Katipunan - Lahi-lahi - Lower Sinangkapan - Lower Tablas - Mahawid - Sinulatan - Tablas Usew |

## Demografie
Tuburan had bij de census van 2007 een inwoneraantal van 26.498 mensen. Dit zijn 16.052 mensen (37,7%) minder dan bij de vorige census van 2000. De gemiddelde jaarlijkse groei komt daarmee uit op -6,32%, hetgeen geheel afwijkt van het landelijk jaarlijks gemiddelde over deze periode (2,04%), vanwege de verkleining van de gemeente in 2006. Vergeleken met de census van 1995 is het aantal mensen met 4.751 (15,2%) afgenomen.

De bevolkingsdichtheid van Tuburan was ten tijde van de laatste census, met 26.498 inwoners op 435 km², 60,9 mensen per km².